# Geografía de Ghana

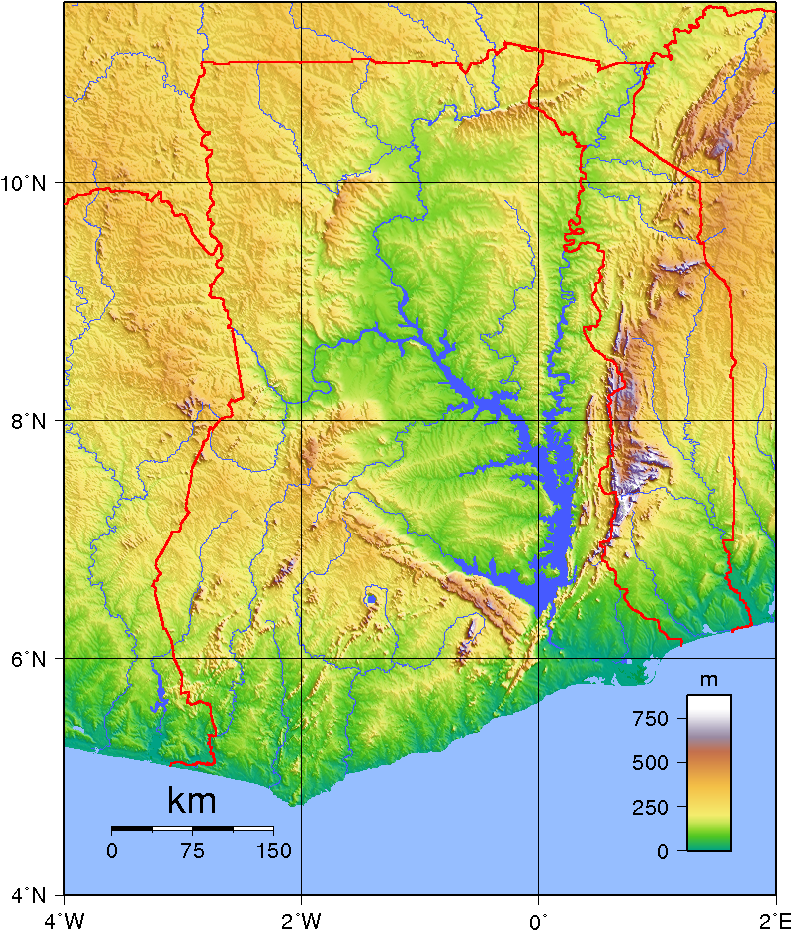
Mapa topográfico de Ghana

Ghana, abierta al golfo de Guinea, se encuentra en el centro de la costa occidental de África. Se extiende sobre una superficie de 238 540 km² entre el cabo Tres Puntas, a 4° 30' de latitud Norte y el paralelo 11° N. Limita al norte con Burkina Faso, al este con Togo y al oeste con Costa de Marfil. El principal elemento geográfico de Ghana es el lago Volta, situado en el este del país, cerca de la frontera con Togo. Precisamente, desde este país se divisa el lago en algunas regiones. También hay que destacar que en el centro se encuentra el país ashanti, que es una de las regiones más características de Ghana y una de sus etnias más conocidas.

## Relieve y biogeografía

Mapa de Ghana

La mayor parte del país está formado por llanuras de poca altura, formadas por rocas precámbricas que se han erosionado profundamente y que hacen que la mitad de Ghana se encuentre por debajo de 152 m de altitud.
Los 537 km de costa están bordeados de arena y numerosos cursos de agua que solo son navegables en piragua. La mitad norte del país está dominada por la cuenca del río Volta, que desemboca al sudeste y ocupa el 45 por ciento de la superficie total de Ghana. Está limitada al este por los montes de Togo, que se extienden desde el delta del río hasta la mitad del país siguiendo la frontera con Ghana. Su altitud máxima es el monte Djebobo, de 876 m. Al oeste, la cuenca del Volta está limitada y franqueada por una serie de colinas y mesetas, entre ellas la meseta de Kwahu, que se dirigen hacia el noroeste formando una especie de embudo, en cuyo extremo, a unos 80 km de la costa, se construyó en los años sesenta la presa de Akosombo, que dio lugar a un inmenso embalse conocido como lago Volta, que ocupa 8500 km² y se extiende hacia el norte por el valle del río Oti y hacia el noroeste por los valles del Volta Blanco y el Volta Negro.
La región que queda entre la cuenca del río Volta, Costa de Marfil y el mar, forma un amplio triángulo salpicado de colinas selváticas y ríos. Esta región, conocida como Ashanti, produce cacao, minerales y madera. Uno de sus ríos, el Birim, afluente del Pra, ha dado nombre a una era geológica, el birimiano, y a un tipo de rocas que ocupan el inmenso zócalo proterozoico que se extiende por Costa de Marfil, Guinea, Malí y Burkina Faso, y que en esta zona es rico en diamantes.
El paisaje, en la cuenca del río Volta, se eleva progresivamente hasta los 400 m de altitud, y se cubre de matorrales bajos, sabana y llanuras herbáceas en las fronteras con Burkina Faso y el norte de Togo y Costa de Marfil. Aquí hay árboles como el baobab, el karité y las acacias. En la zona sur, más húmeda, hay bosques caducos y perennes en los que crecen árboles de caoba, iroko, ébano y palmas aceiteras de Guinea. En la costa hay manglares.

## Clima

Clasificación Köppen de climas de Ghana donde se considera monzónico el sudoeste y tropical de sabana el resto.

El clima de Ghana es tropical monzónico, con una estación seca en invierno y una estación lluviosa en verano debida a los monzones africanos. En este contexto, se pueden distinguir cinco regiones: el norte seco del país, con lluvias de mayo a septiembre; el centro-norte, de abril a octubre; y el sur, de abril a noviembre. En el sudeste, en la desembocadura del río Volta, llueve entre abril y junio y en septiembre y octubre, con un paréntesis en julio y agosto. En cambio, en el extremo occidental, desde la frontera con Costa de Marfil hasta el cabo Tres Puntas, las lluvias, más duraderas, alcanzan los 2000 mm.
En el centro y el norte, las temperaturas antes del periodo de lluvias pueden alcanzar los 40 °C fácilmente, con medias de 38 °C y 39 °C en marzo y abril, sobre todo cuando sopla el harmatán desde el desierto del Sahara. En las zonas más desérticas, entre febrero y abril, las temperaturas pueden bajar hasta los 10 °C. En Tamalé, en el centro-norte, caen 1054 mm, en 77 días entre marzo y octubre. 
En el sur, en la región de los ashanti, el mes más lluvioso es junio. En Kumasi caen 1465 mm en 120 días, con 225 mm en junio, pero aunque llueve sobre todo entre marzo y octubre, no deja de llover cualquier mes. Las temperaturas medias máximas no pasan de 32 °C y las mínimas no bajan de 20 °C.
En la zona costera de Acra, en el sudeste, caen 790 mm en 58 días, con un máximo en mayo y junio, y casi nada en agosto y en diciembre y enero. En el otro extremo de la costa, en Axim, caen 1910 mm en 157 días, con un máximo de 480 mm en junio, pero se producen lluvias todo el año.
La temperatura del mar oscila entre los 25 °C de septiembre y los 29 °C de abril y mayo en la zona de Acra.

## Hidrografía

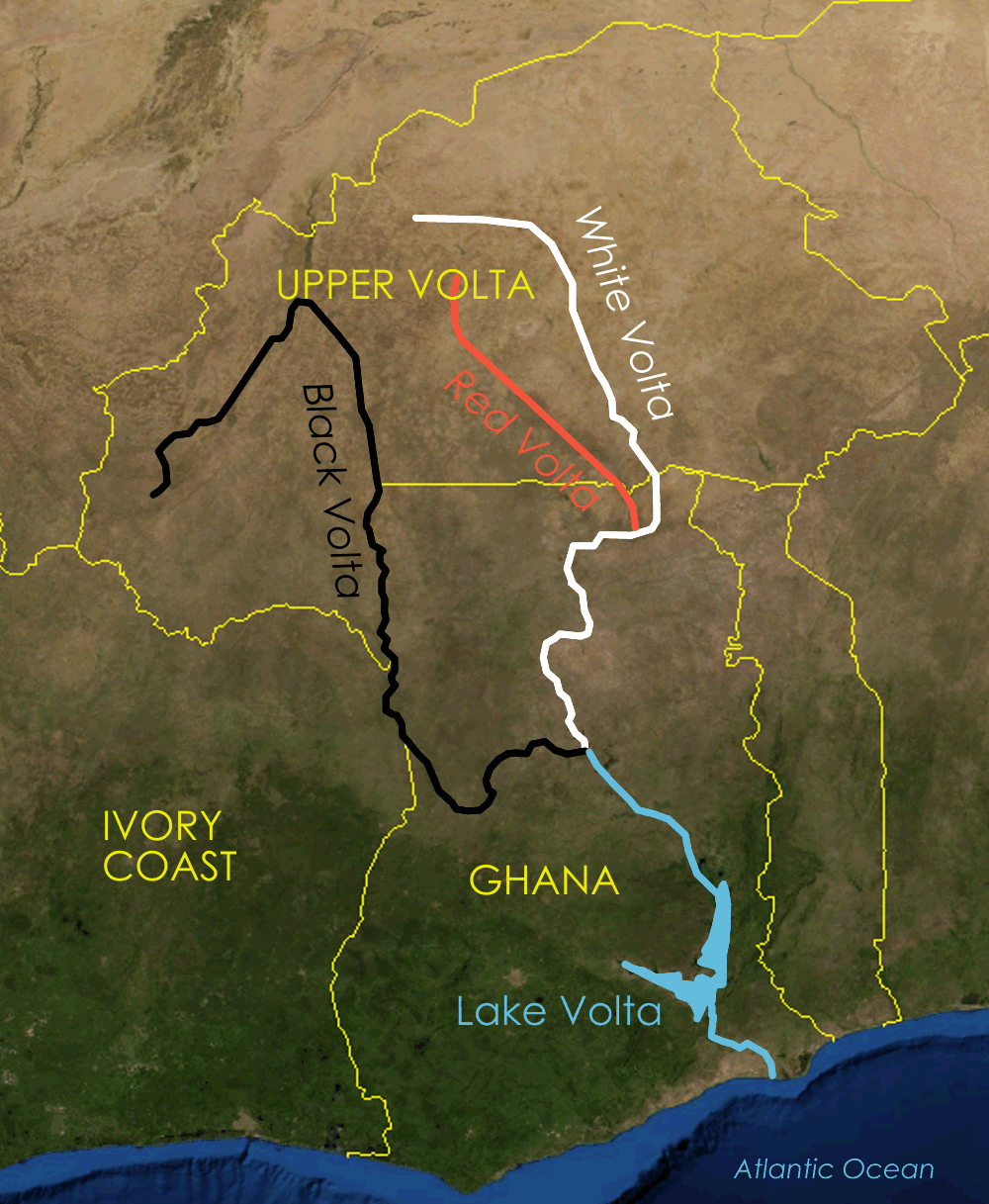
Cuenca del río Volta

Cuenca del río Pra por debajo de la meseta de Kwahu

A pesar de no ser un país excesivamente lluvioso, Ghana está drenada por numerosos ríos. Hay también numerosas lagunas costeras, además del inmenso y artificial lago Volta, de 8500 km², formado por la presa de Akosombo, y el lago Bosumtwi, de 10 km de diámetro y formado por un meteorito, a 30 km de Kumasi, la capital ashanti.
La meseta de Kwahu, que separa la cuenca del Volta, es el origen de varios ríos que discurren hacia el Atlántico, especialmente el Pra, con sus afluentes, Ofin, Anum y Birim. Más al oeste, en las colinas y tierras altas de la meseta de Ashanti nacen el río Ankobra (190 km), el río Tano (400 km) y el río Bia (160 km), que desemboca en Costa de Marfil. Al este de la pequeña sierra de Atewa, que cierra por el oeste el tramo final del río Volta, nacen los ríos Densu y Ayensu. 
La presencia de oro en las cuencas de estos ríos hizo que el país se llamara Costa del Oro antes de su independencia.
La cuenca del río Volta ocupa, en Ghana, 158 000 km² de los 388 000 km² que ocupa en su totalidad. La cuenca está limitada al sur por la meseta de Kwahu, al oeste por el escarpe de Konkori (480 m, en el parque nacional Mole) y al norte por el escarpe de Gambaga, de 300 a 460 m. El cauce del río Volta por encima del embalse oscila entre 150 y 215 m de altitud, mientras el lago se encuentra a 75-80 m de altitud. El suelo de la cuenca es de arenisca, las lluvias oscilan entre 1000 y 1140 mm, muy centradas en verano, dando lugar a un paisaje de sabana, con bosques localizados que dependen de la riqueza del terreno.
Con la excepción del río Todzie (267 km), que confluye cerca de la desembocadura, los demás desembocan en la inmensa cuenca del lago Volta: el río Afram (100 km), procedente de la meseta de Kwahu por el oeste; el río Oti (520 km) forma frontera con Togo antes de unirse al lago Volta por el este; los ríos Atacora, Sene, Daka y Pru desembocan en el lago, así como el Volta Negro, al oeste, que recibe al río Tain, y el Volta Blanco, por el norte, que recibe a los ríos Kulpawn y Volta Rojo.

## Principales ciudades
A continuación se muestran las principales ciudades con población censada en septiembre de 2010 o en marzo de 2000 (en este segundo caso aparece un asterisco *), y el código de la región a la que pertenecen:
- Acra 2,070,463
- Adenta East ACC 31,070*
- Aflao VOL 38,927*
- Agogo ASH 28,271*
- Agona Swedru CEN 54,417
- Ahwiaa ASH 19,729*
- Akatsi VOL 19,617*
- Akim Oda EAS 51,231
- Akwatia EAS 20,723*
- Amanfrom ACC 119,467
- Anloga VOL 20,886*
- Asamankese EAS 46,061
- Ashaiman ACC 190,972
- Assin Fosu CEN 22,837*
- Atebubu BAH 20,022*
- Awoshie ACC 19,890*
- Axim WES 21,768*
- Bawku UEA 61,151
- Bekwai ASH 19,679*
- Berekum BAH 56,414
- Bibiani WES 22,381*
- Bimbilla NOR 21,016*
- Bolgatanga UEA 65,549
- Buduburam CEN 50,560
- Cape Coast CEN 169,894
- Dome ACC 29,618*
- Dormaa Ahenkro BAH 22,913*
- Dunkwa-on-Offin CEN 26,215*
- Dzodze VOL 18,957*
- Effiduase ASH 18,700*
- Ejura ASH 29,478*
- Elmina CEN 21,103*
- Gbawe ACC 69,356
- Ho VOL 104,532
- Hohoe VOL 73,641
- Kade EAS 18,545*
- Kintampo BAH 42,957
- Koforidua EAS 120,971
- Konongo ASH 26,735*
- Kumasi 2,035,064
- Lashibi ACC 30,193*
- Madina ACC 79,832
- Mampong ASH 31,740*
- Mandela ACC 61,880
- Mankessim CEN 25,481*
- Mim BAH 22,212*
- New Achimota ACC 22,767*
- New Tafo EAS 18,635*
- Nkawkaw EAS 47,968
- Nkoranza BAH 21,715*
- Nsawam EAS 29,986*
- Nsuatre BAH 18,931*
- Obuasi ASH 143,644
- Oduponkpehe CEN 69,384
- Prestea WES 21,844*
- Sakumono ACC 20,172*
- Savelugu NOR 24,937*
- Sekondi WES 228,342
- Suhum EAS 31,044*
- Sunyani BAH 74,240
- Taifa ACC 26,145*
- Takoradi 311,206
- Tamale NOR 371,351
- Tarkwa WES 30,631*
- Techiman BAH 67,.241
- Tema ACC 139,784
- Tema New Town ACC 58,786*
- Wa UWE 71,051
- Wenchi BAH 28,141*
- Winneba CEN 57,015
- Yeji BAH 18,593*
- Yendi NOR 51,727[8]

## Áreas protegidas de Ghana
En Ghana hay 321 áreas protegidas, unos 36.153 km², el 15,05% del territorio, y 221 km² de áreas marinas, el 0,1% de los 226.759 km² que pertenecen al país. De estas, 7 son parques nacionales, 294 son reservas forestales, 4 son santuarios de la naturaleza, 1 es una reserva estricta, 1 es una reserva de recursos y 5 son reservas de caza. Tres son reservas de la biosfera de la Unesco y 6 son sitios Ramsar. En 2010, la IUCN reconocía, entre parques y reservas protegidas efectivamente, ocho, que cubrían 7.888 km², el 3,3% del territorio.

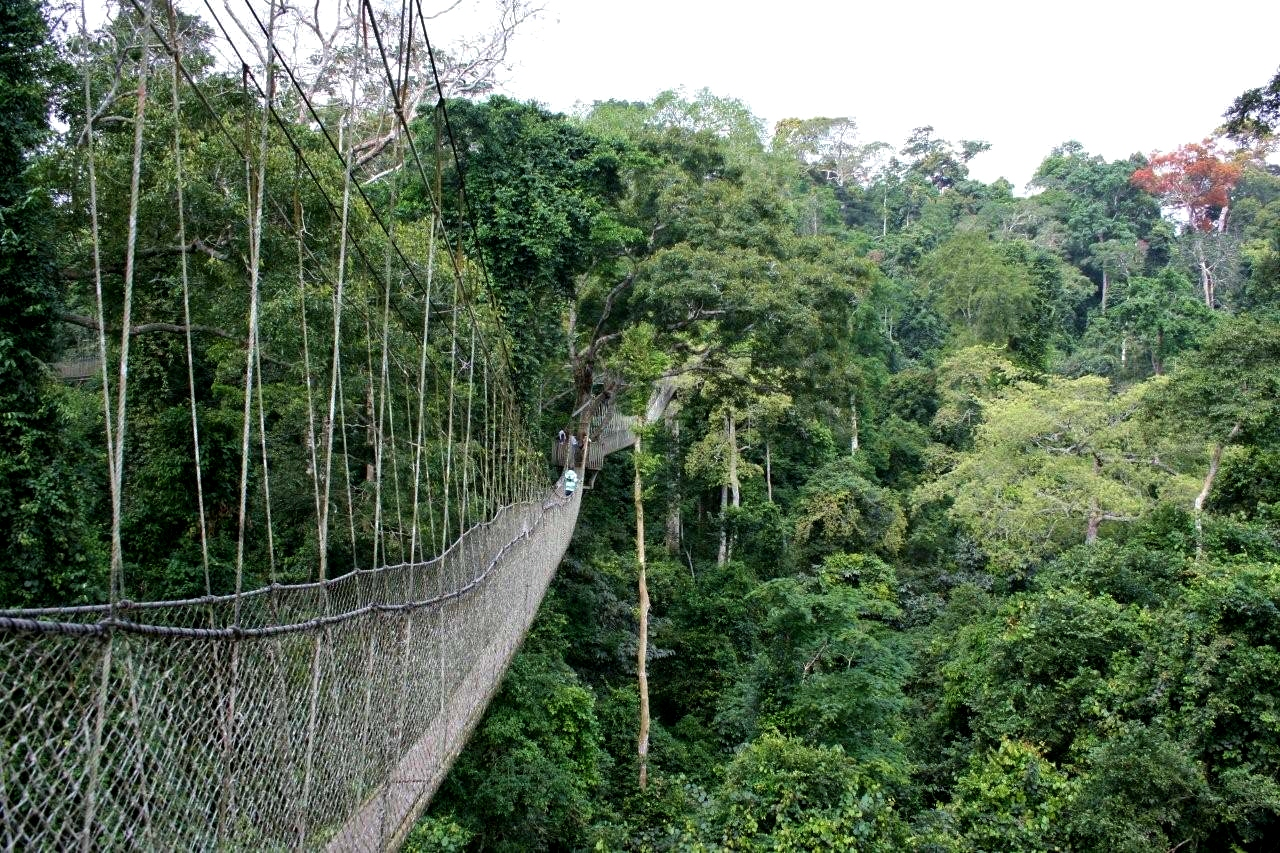
Parque nacional de Kakum

- Área de conservación Ankasa, 509 km². Comprende el parque nacional de Nini-Suhien, de 166 km² y la Reserva de caza de Ankasa, de 343 km². Bosque húmedo.
- Área de conservación Bia, 306 km². está formada por el parque nacional de Bia, 77,7 km², al norte y la Reserva de recursos de Bia, 228 km², al sur. Entre bosque perenne y caduco.
- Santuario de la naturaleza de Bomfobiri, 53 km², sabana.
- Parque nacional de Bui, 1.813 km², sabana.
- Parque nacional de Kakum, 360 km². Bosque húmedo.
- Parque nacional de Kyabobo, 220 km², sabana de montaña.
- Parque nacional Mole, 4.577 km², sabana.
- Reserva de recursos de la sierra de Shai, 51 km² (Shai Hills Resource Reserve), muy cerca de los parques de Mole y Kakum. Sabana.
- Parque nacional Digya, 3.743 km², sabana.
- Reserva natural estricta de Kogyae, 386 km², sabana.

## Población y etnias de Ghana
En Ghana, se estima que hay una población en 2019 de 30 115 300 personas, según datos de Naciones Unidas. La edad media es de 20,5 años. Un 75% de la población tiene menos de 25 años. La fertilidad sigue siendo más alta en las zonas del norte y más moderada en las zonas urbanas. La esperanza de vida al nacer es de unos 67,4 años (65 los varones, 70 las mujeres). La media de fertilidad se estima en 4 hijos por mujer en 2018. Entre las etnias más importantes en 2010 estaban los akan, casi la mitad de la población (47,5%), los dagomba (16,6%), los ewé (13,9%), los ga-dangme (gameis y adangme, 7,4%), los gurma (5,7%), los guan (3,7%), los gurunsi (2,5%), los mandinga (1,1%) y otros (1,4%). En 1960 había un centenar de grupos lingüísticos y culturales en Ghana.